# Socijaldemokratska partija Bosne i Hercegovine
Die Socijaldemokratska partija Bosne i Hercegovine (SDP, zu Deutsch: Sozialdemokratische Partei von Bosnien und Herzegowina) ist eine multiethnische politische Partei in Bosnien und Herzegowina. Sie setzt sich für die Stärkung der gesamtstaatlichen Institutionen ein, für das Bildungswesen ab dem Kindergarten sowie für die medizinische Versorgung aller Bürger Bosnien und Herzegowinas.
Vorsitzender der Partei ist Nermin Nikšić. Die Partei ist Vollwertiges Mitglied der Sozialistischen Internationale.
Die Partei sieht sich als erste sozialdemokratische Partei in Bosnien und Herzegowina, die 1909 von einer Gewerkschaft und Intellektuellen erstmals gegründet wurde. Bei der Republikgründung Bosnien und Herzegowinas 1992 war sie eine von drei Parteien die SDP in der ersten Regierung der Parlamentarischen Republik Bosnien und Herzegowinas. Nach kurzer Regierungsbeteiligung trat die SDP aus der 3-Parteien Regierung zurück, da sie die Gründung eines Bosnischen Verteidigungschutzes an Bundesheer nicht unterstützten.
Die Partei änderte vor der Republiksgründung noch mehrfach ihren Parteinamen und war von 1945 an bis 1992 Teil der Kommunistischen und Sozialistischen Partei von Bosnien-Herzegowina bzw. Jugoslawiens. Im Jahr 1992 war sie das einzige Mal kurzzeitig an der „Regierung der Nationalen Einheit“ beteiligt.
Bei den parlamentarischen Wahlen im November 2000 wurde die SDP stärkste Partei des Landes mit 21,5 Prozent der Wählerstimmen und 9 Sitzen im Parlament des Gesamtstaates. 2002 kam es nach deutlichen Stimmenverlusten und Parteimitglieder der SDP nahmen das zum Anlass eines Austrittes.
Im Oktober 2006 erzielte die SDP dann bei der Wahl des Gesamtparlaments 11,9 Prozent der Wählerstimmen und damit 5 Sitze. Ihr Kandidat, der Kroate Željko Komšić, zog mit ihnen in das Drei-Völker-Staatspräsidium ein, in das er gewählt wurde. Komšić erzielte mit 39,6 % der Stimmen, deutlich die Mehrheit der Stimmen. Der Kandidat der zweitstärksten Partei, der „Kroatischen Demokratischen Gemeinschaft“ (HDZ) Ivo Miro Jović erzielte 26,1 % der Stimmen. Die HDZ focht das Wahlergebnis an mit der Begründung, Komšić sei nicht als Kroatische Minderheitenvertretung Bosnien-Herzegowinas legitim.
Bei den Wahlen am 3. Oktober 2010 stieg die SDP als stimmenstärkste Partei auf. Mit fast doppelt so vielen Stimmen wie 2006 erzielte diese 8 Sitze im gesamtstaatlichen Parlament. Ihr Präsidentschaftskandidat Željko Komšić zog wieder als kroatischer Kandidat in das Amt des Staatspräsidiums ein, mit einem Stimmenplus von 200.000 Stimmen.
Komšić verließ auf eigenen Wunsch im Juli 2012 die SDP, als diese im Parlament der Föderation Bosnien und Herzegowina eine Koalition mit der HDZ begann. Er leitete die Gründung einer neuen Partei und wurde im April 2013 Vorsitzender der neuen Partei Demokratska fronta (dt. Demokratische Front).
Die SDP musste bei der folgenden Wahl am 12. Oktober 2014 schwere Verluste verzeichnen. Sie verlor fast zwei Drittel ihrer Wähler und bekam nur noch 3 Sitze (−5) im Gesamtparlament. Die Demonkratska Fronta erzielte nach deren Parteigründung gleich das zweitstärkste Stimmenergebnis und wurde zweitstärkste Partei in der Föderation Bosnien und Herzegowinas. Den Wählerstromanalysen nach hieß es, die SPD Wähler wären zur Demokratska fronta abgewandert.
2018 erzielte die SDP mit 9,1 % wieder 5 Sitze im 42-köpfigen Abgeordnetenhaus.
Bei den Wahlen 2022 gewann Denis Bećirović, einer der stellvertretenden SDP-Vorsitzenden, den Bosniakischen Sitz im drei Völker Staatspräsidium von Bosnien und Herzegowina.

## Parteivorsitzende
1. Nijaz Duraković 1992–1997
2. Zlatko Lagumdžija 1997–2014
3. Nermin Nikšić seit 2014